# Helmut Schmidt
Helmut Heinrich Waldemar Schmidt (23 tháng 12 năm 1918 – 10 tháng 11 năm 2015) là một chính trị gia Đức, thành viên Đảng Dân chủ Xã hội Đức, thủ tướng Tây Đức từ 1974 tới 1982. Trước khi trở thành thủ tướng Tây Đức, ông từng giữ chức Bộ trưởng Quốc phòng và Bộ trưởng Tài chính. Ông cũng giữ chức Bộ trưởng Kinh tế và Bộ trưởng Ngoại giao tạm quyền một thời gian. 
Schmidt là thành viên của Mạng lưới Đức- Mỹ Atlantik-Brücke (Cầu Đại Tây Dương).
Từ năm 1983 ông là đồng chủ nhiệm tờ báo tuần Die Zeit.

## Tiểu sử

### Học vấn và nghĩa vụ quân sự
Sau khi lấy tú tài vào tháng 3 năm 1937 tại Hamburg ông đã làm bổn phận lao động 6 tháng. Vào tháng 10 năm 1937 Helmut Schmidt phải thi hành nghĩa vụ quân đội. 
Từ 1941 cho tới 1942 với chức vụ sĩ quan ông đã tham dự vào trận chiến Đức-Nga, và đã nhận được huy chương Eiserne Kreuz 2. Klasse. Sau đó cho tới năm 1944 ông làm việc tại bộ không quân ở Berlin và ở Bernau.

Là nhân viên của bộ Không quân, trung úy Helmut Schmidt được lệnh theo dõi vụ án Ám sát Hitler ngày 20. tháng bảy 1944. Vì không đồng ý với thái độ của thẩm phán trưởng Roland Freisler, Schmidt đã xin phép tướng trên quyền mình cho ông không phải tham dự vụ xét xử này nữa.

Đầu năm 1945 Schmidt đã chỉ trích Hermann Göring và chế độ NS. Một sĩ quan NS đã muốn đưa ông ra tòa về việc này. Hai tướng trên quyền của ông đã trì hãm chuyện này bằng cách đổi trách nhiệm của ông liên tục. Vào tháng tư 1945 ông bị quân Anh bắt tại Soltau (Lüneburger Heide).

Sau khi quân đội Liên bang (Bundeswehr) được thành lập, Schmidt vào tháng 3 năm 1958 trở thành đại úy dự bị. Vào tháng mười và tháng 11 ông tham dự một cuộc tập trận của quân đội tại Hamburg-Iserbrook Trong lúc ông còn tập trận thì đã bị bỏ phiếu cho thôi chức chủ tịch nhóm dân biểu đảng SPD với lý do là ông theo chủ nghĩa quân phiệt.

### Nghề nghiệp
Sau khi ra tù chiến tranh Schmidt học về kinh tế tại Hamburg và được bằng cử nhân năm 1949. Sau đó cho tới năm 1953 ông làm việc cho cơ quan kinh tế và giao thông của thành phố Hamburg. Ở đây từ năm 1952 cho tới 1953 ông chịu trách nhiệm về vấn đề giao thông.

Từ năm 1983 ông là đồng chủ nhiệm tuần báo Die Zeit. Schmidt ist cũng là thành viên hội Atlantik-Brücke và là chủ tịch danh dự hội Đức-Anh (Deutsch-Britische Gesellschaft). Năm 1993 ông sáng lập ra quỹ Quốc gia Đức Deutsche Nationalstiftung, mà ông cũng là chủ tịch danh dự. Quỹ này muốn hỗ trợ nước Đức thật hòa hợp lại với nhau sau những năm chia cách, và cái ý tưởng quốc gia Đức là một phần của một Âu châu thống nhất. Ngoài ra ông cũng là chủ tịch danh dự của hội đồng InterAction Council mà ông cùng sáng lập, một hội đồng của những người đã từng lãnh đạo đất nước. Ông cũng là chủ tịch hội đồng đó từ năm 1985 cho tới 1995.

### Hoạt động đảng phái

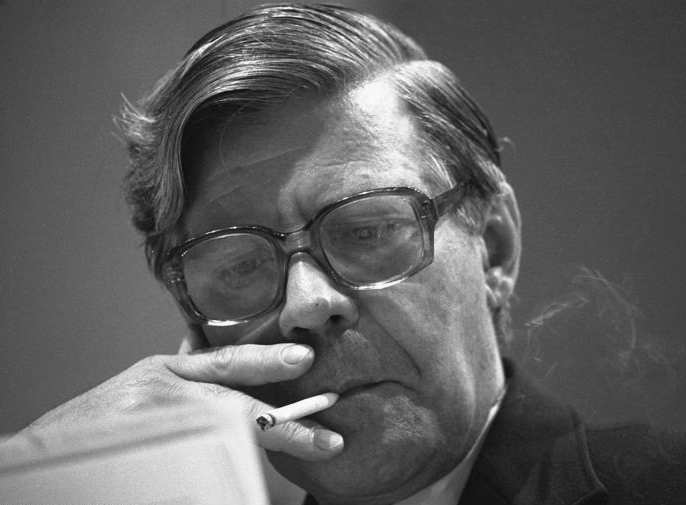
Helmut Schmidt tại một cuộc họp Đảng der SPD ở Dortmund, 1976

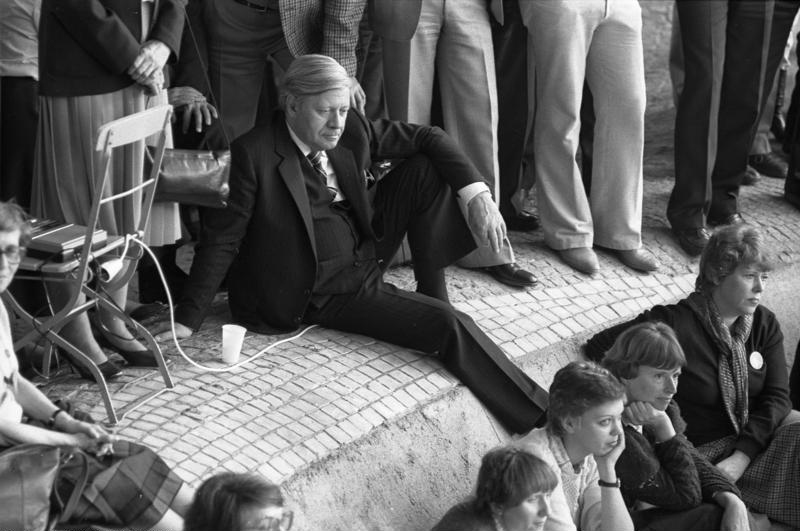
Phó chủ tịch Schmidt trong ngày họp Đảng trong tháng 4 năm 1982

Ngay sau khi ra khỏi tù chiến tranh năm 1945 Schmidt tham gia đảng SPD, tự cho biết là do ảnh hưởng của người cùng trong tù, ông Hans Bohnenkamp. Ban đầu ông hoạt động trong hội sinh viên Xã hội Đức Sozialistischen Deutschen Studentenbund (SDS) và làm chủ tịch năm 1947/48. Từ năm 1968 cho tới 1984 Schmidt là phó chủ tịch đảng SPD. Trái với 2 người thủ tướng Đức của đảng SPD Willy Brandt và Gerhard Schröder Schmidt không bao giờ làm chủ tịch Đảng của ông ta.
Trong số những người ông ngưỡng mộ trong Đảng mình có: Max Brauer, Fritz Erler, Wilhelm Hoegner, Wilhelm Kaisen, Waldemar von Knoeringen, Heinz Kühn và Ernst Reuter.
Về cái động lực, khiến ông tham gia vào các hoạt động chính trị, Schmidt vào năm 2008 cho biết:
Tham vọng là một từ, mà, mà tôi không thể ứng dụng vào mình; dĩ nhiên là tôi cũng cần sự công nhận của quần chúng, nhưng mà động cơ thúc đẩy nó nằm ở chỗ khác. Cái động lực thúc đẩy này là tiêu biểu cho thế hệ của chúng tôi: Chúng tôi vừa qua một cuộc chiến, và đã phải trải qua nhiều khốn khổ và đau thương trong chiến tranh, và chúng tôi quyết tâm, sẽ góp phần, để cho những vấn đề thê lương này sẽ không lập lại lần nữa trên nước Đức. Đó chính là động lực chính.

### Đại biểu quốc hội
Từ năm 1953 cho tới tháng giêng 1962 và từ 1965 cho tới 1987 Schmidt là đại biểu quốc hội Đức Mitglied des Deutschen Bundestages. Sau khi ông trở lại quốc hội vào năm 1965 ông được bầu ngay làm phó chủ tịch nhóm đại biểu SPD. Từ 1967 cho tới 1969, trong thời gian 2 đảng nhiều phiếu nhất nắm chính quyền Großen Koalition, ông là chủ tịch nhóm đại biểu SPD. Sau này ông cho biết, chức vụ này làm ông hứng thú nhất trong suốt thời gian ông hoạt động chính trị.

Từ tháng hai 1958 cho tới tháng 11 năm 1961 ông còn là thành viên của quốc hội Âu châu.

Schmidt được vào quốc hội từ năm 1953 và năm 1965 là nhờ danh sách tiểu bang Hamburg, 1957 và năm 1961 là đại biểu được bầu trực tiếp và sau này luôn là đại biểu được bầu trực tiếp.

### Những chức vụ chính trị

#### Bộ trưởng tại bang Hamburg (1961–1965)
Từ tháng 12 năm 1961 cho tới tháng 12 năm 1965 Schmidt làm bộ trưởng nội vụ bang Hamburg. Với chức vụ này ông đạt được nhiều tiếng tăm nhất là khả năng điều hành giải quyết những hoạn nạn như vụ bão lụt 1962 tại bờ biển Bắc Hải. Vào tháng 1 năm 1963 ông bị cơ quan kiểm sát liên bang điều tra vì vụ Spiegel-Affäre với tội giúp đỡ kẻ phản quốc. Nguyên nhân là Schmidt vào mùa thu 1962 theo lời yêu cầu của người bạn cũ Conrad Ahlers đã xem xét những bài viết mà sắp được phát hành xem có vi phạm luật lệ gì không. Việc điều tra này đã được ngưng lại vào năm 1965.

#### Trưởng nhóm đại biểu SPD tại Quốc hội Đức (1966/67–1969)

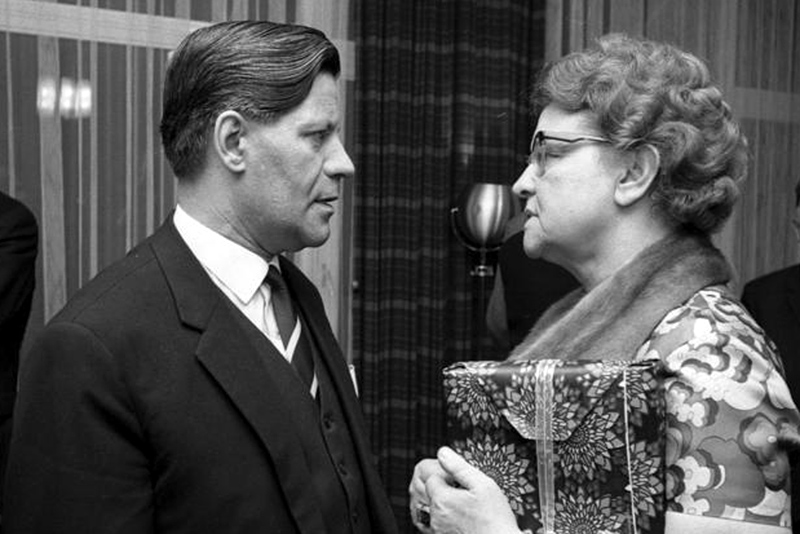
Schmidt với bà Maria Meyer-Sevenich, bộ trưởng về các vấn đề liên bang, di cư và tị nạn tại Niedersachsen (1967)

Trong cuộc bầu cử quốc hội Đức năm 1965 Schmidt lại giành được một ghế. Năm sau khi chính quyền Ludwig Erhard của đảng CDU từ chức, đảng SPD lập chung với khối bảo thủ CDU/CSU chính phủ đầu tiên của 2 đảng lớn (Große Koalition) với ông Kurt Georg Kiesinger (CDU) làm thủ tướng và Willy Brandt (SPD) phó thủ tướng và ngoại trưởng. Schmidt, do Fritz Erler bị bệnh nặng, từ mùa thu 1966 đã thay thế làm nhóm trưởng SPD trong quốc hội, và Rainer Barzel, nhóm trưởng CDU, cùng nhau giữ vai trò quan trọng trong việc thỏa thuận những quyết định chính trị. Vai trò đó đã đưa tới một tình bạn với người đối lập về chính trị Barzel, kéo dài tới khi Barzel chết vào năm 2006. Những thành công với tư cách là bộ trưởng nội vụ tiểu bang và nhóm trưởng đảng SPD tại quốc hội đã làm cho ông trở thành nhà lãnh đạo trên chính trường quốc gia trong tương lai.

#### Bộ trưởng (1969–1974)

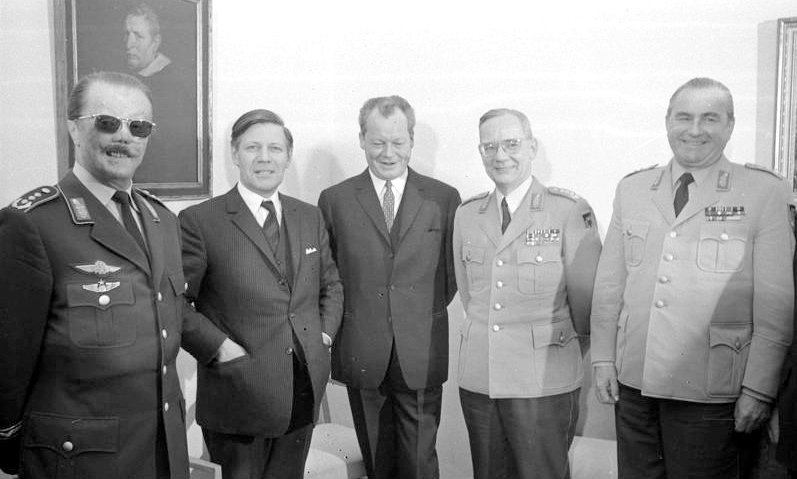
Bộ trưởng Quốc phòng Schmidt (thứ hai từ bên Trái) trong một cuộc gặp mặt của Brandt với những người lãnh đạo quân đội, 1969 (trái: Johannes Steinhoff, bên Phải cạnh Brandt: Ulrich de Maizière)

Sau khi thắng cuộc bầu quốc hội 1969 và đã thỏa thuận thành lập liên minh Xã hội Cấp tiến với đảng FDP thủ tướng Willy Brandt đã chọn Schmidt vào ngày 22.10.1969 làm bộ trưởng Quốc phòng trong chính phủ mới. Trong thời gian làm việc của ông ta nghĩa vụ quân sự được giảm từ 18 xuống còn 15 tháng, cũng như quyết định việc thành lập đại học Quân đội ở Hamburg và München.

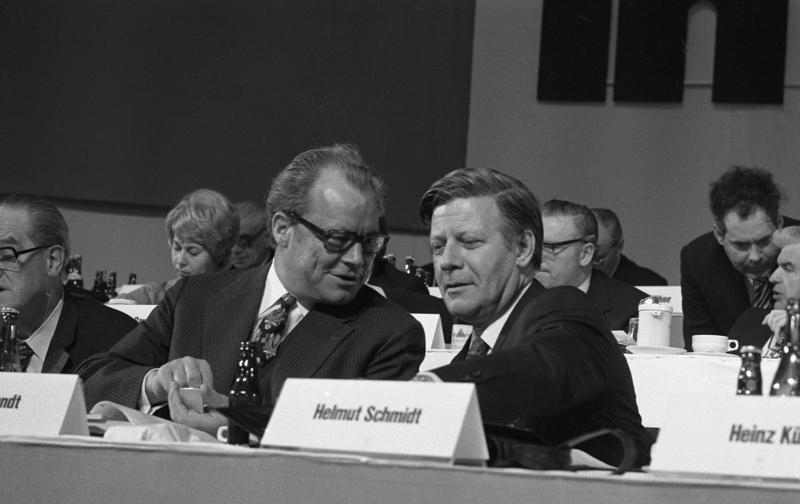
Brandt và Schmidt trong đại hội đảng SPD 1973

Vào ngày 7 tháng 7 năm 1972 ông đảm nhiệm chức vụ bộ trưởng Tài chính và Kinh tế khi giáo sư Karl Schiller từ chức. Sau cuộc bầu cử quốc hội 1972, "siêu bộ" này được chia ra. Đảng FDP đảm nhiệm bộ Kinh tế và Kỹ thuật; Schmidt tiếp tục lãnh đạo bộ Tài chính.